# Laurence B. Keiser
Laurence B. "Dutch" Keiser (1 de junio de 1895-20 de octubre de 1969) fue un oficial estadounidense que sirvió tanto en la Primera como en la Segunda Guerra Mundial. Durante las primeras etapas de la guerra de Corea, comandó la 2.ª División de Infantería.

## Primeros años
Laurence Bolton Keiser nació en Filadelfia, Pensilvania, el 1 de junio de 1895. Se graduó en West Point en 1917, en la misma clase que J. Lawton Collins, Matthew B. Ridgway y Mark W. Clark.

## Carrera militar

### Primera Guerra Mundial
Enviado a Francia con la Fuerza Expedicionaria Americana durante la Primera Guerra Mundial, Keiser fue rápidamente ascendido a capitán temporal y nombrado al mando del 1er Batallón, 6.º Regimiento de Infantería, una unidad de la 5.ª División. Se le concedió la Estrella de Plata por sus acciones en el Frente Occidental.

### Período de entreguerras
Keiser estuvo destinado en el 15.º Regimiento de Infantería en Tientsin, China, desde marzo de 1920 hasta junio de 1922. En 1923 se graduó en el Curso de Oficiales de Compañía de Infantería en Fort Benning. A continuación, sirvió como comandante de batallón en el 23.º Regimiento de Infantería en Fuerte Sam Houston. De 1924 a 1928, Keiser fue instructor en West Point.
Después de su asignación en West Point, Keiser regresó a Fort Sam Houston como comandante de una compañía del 9.º de Infantería. En 1932 completó el Curso Avanzado de Oficial de Infantería en Fort Benning, tras lo cual regresó a Fort Sam Houston como asesor y mentor de unidades de la Reserva del Ejército.
En 1939, Keiser se graduó en la Escuela de Mando y Estado Mayor del Ejército de los Estados Unidos, tras lo cual fue destinado a Fort Benning como oficial ejecutivo y luego comandante del 29.º Regimiento de Infantería

### Segunda Guerra Mundial
En abril de 1942, Keiser fue asignado como jefe de personal del III Cuerpo en Fort McPherson. A continuación, sirvió como jefe de Estado Mayor del VI Cuerpo durante la Campaña del norte de África e Italia. En enero de 1944, fue ascendido a general de brigada y se le asignó el cargo de jefe de Estado Mayor del IV Ejército en Fort Sam Houston. Volvió a China en 1948, esta vez como parte del Grupo de Asesoramiento Militar de los Estados Unidos al Kuomintang.

### Guerra de Corea
En noviembre de 1948, Keiser fue nombrado comandante adjunto de la 2.ª División de Infantería. En febrero de 1950, su antiguo compañero de West Point, Joe Collins, le dio el mando de la división, junto con un ascenso a general de división. Tras el estallido de la guerra de Corea, la 2.ª División fue la primera unidad del ejército estadounidense en llegar a Corea desde el continente.
Entre agosto y septiembre, la división desembarcó en Pusan y se trasladó al Naktong Bulge para ayudar a la 24.ª División de Infantería, que entonces luchaba por restablecer su línea de frente tras el cruce del Río Naktong por la 4.ª División norcoreana.
Cuando los norcoreanos lanzaron la Gran Ofensiva del Naktong, cuatro divisiones se enfrentaron a la 2.ª. Algunas unidades de la 2.ª División de Infantería no actuaron bien en el primer contacto con el enemigo, y Keiser demostró no conocer la situación de su división cuando se enfrentó al teniente general Walton Walker, comandante del Octavo Ejército. Algunos oficiales ya consideraban a Keiser un poco mayor para ser un destacado comandante de división.
La 2.ª División participó en la ruptura del Perímetro de Pusan, empujando hacia el noroeste, hacia Kunsan, junto con la 25.ª División de Infantería. La división avanzaría hacia el interior de Corea del Norte, cerca de la Frontera entre China y Corea del Norte.
A finales de noviembre de 1950, una gran fuerza china cruzó el Río Yalu y lanzó un ataque por sorpresa contra las fuerzas de las Naciones Unidas en lo que se conocería como la Batalla del río Ch'ongch'on. La 2.ª División había estado avanzando por el flanco derecho del IX Cuerpo, que en ese momento estaba empujando hacia el río Yalu, y estaba posicionada al norte de Kunu-ri, con la 25.ª División de Infantería en su flanco izquierdo. En un rápido ataque de una semana de duración, los chinos amenazaron con envolver al Octavo Ejército, con la 2.ª División expuesta a la derecha y soportando el peso del movimiento envolvente. La 25.ª División pudo retirarse a Anju-si, pero Keiser no pudo obtener el permiso del general de división John B. Coulter para seguirla. La 2.ª División quedó finalmente aislada y se vio obligada a abrirse paso entre los chinos hasta ponerse a salvo en Sunchon.
Después de la batalla del río Ch'ongch'on, durante la cual la 2.ª División sufrió pérdidas de aproximadamente 4.000 hombres, Keiser se reunió en Seúl con el general de división Leven Cooper Allen, jefe del Estado Mayor del Octavo Ejército. Fue relevado de su mando y sustituido por el general de división Robert B. McClure, supuestamente por razones médicas, aunque se sentía convertido en chivo expiatorio de los reveses sufridos por las Naciones Unidas tras la intervención china en la guerra.